# Portal - No Escape
Portal: No Escape é um curta-metragem feito por fãs baseado na série de jogos eletrônicos Portal da Valve Corporation. O curta foi dirigido por Dan Trachtenberg e estrelado exclusivamente por Danielle Rayne. O curta foi lançado em 23 de agosto de 2011 pelo serviço de compartilhamento de vídeos YouTube. Até fevereiro de 2018, o vídeo recebeu mais de 21 milhões de visualizações.

## Enredo
Chell (Danielle Rayne) acorda em uma sala sem nenhuma memória de quem ela é ou como chegou lá. Ela percebe que tem alguma coisa parte de trás do pescoço dela. Com o auxílio de um fragmento de espelho que acabara de quebrar, ela descobre que é um código de barras. Visivelmente preocupada, ela também vê marcas misteriosas desenhadas em uma parede. Na sequência, Chell gasta horas, ou mesmo dias, decodificando o gráfico em sua mente, exercitando e comendo alimentos fornecidos pelos guardas, enquanto é constantemente vigiada através de uma câmera de segurança. Logo, ela descobre o significado das marcas na parede e encontra uma arma de portais escondida logo atrás de um painel na parede. Chell aprende a usar o dispositivo, e, quando um agente surge para intervir, ela joga sua cama contra ele e escapa da sala. Ela consegue fugir dos perseguidores, encontrando-se no telhado de um edifício, em uma área industrial, e usa a técnica de pular de uma grande altura através dos portais para ser arremessada para o outro prédio. Após conseguir se afastar dos guardas, Chell percebe que ela está, na verdade, cercada por telas gigantes que dão a ilusão de um mundo aberto.

## Produção
Em uma entrevista para o Los Angeles Times, Trachtenberg disse que o curta-metragem foi produzido com alguns milhares de dólares. Além disso, de acordo com as postagens de Trachtenberg através de seu Twitter, o curta teve sua produção encerrada no início de 2010; Demorando pouco mais um ano e meio para concluir a fase de pós-produção.

## Recepção
O curta foi bem recebido desde o seu lançamento. No seu primeiro dia, o vídeo alcançou 800,000 visualizações. Posteriormente, o vídeo foi mencionado na lista da VentureBeat: "Top 10 Melhores Vídeos de Jogos de 2011". O filme foi tão bem recebido que a New Line Cinema demonstrou interesse e se aproximou de Trachtenberg para discutir ideias e dirigir uma adaptação cinematográfica de Y: The Last Man. Trachtenberg também afirmou que a Bad Robot Productions tinha demonstrado interesse pelo seu trabalho desde o lançamento de Portal: No Escape, mas que já tinha lançado outras ideias junto com seu outro trabalho cinematográfico; quando a Bad Robot apresentou-lhe a oportunidade para dirigir o filme 10 Cloverfield Lane, ele notou semelhanças entre o filme e o Portal: No Escape, especificamente na cena de abertura que mostra uma mulher em cativeiro sem ideia alguma de como chegou lá, e ficou atraído pelo projeto.